# Tony Oxley

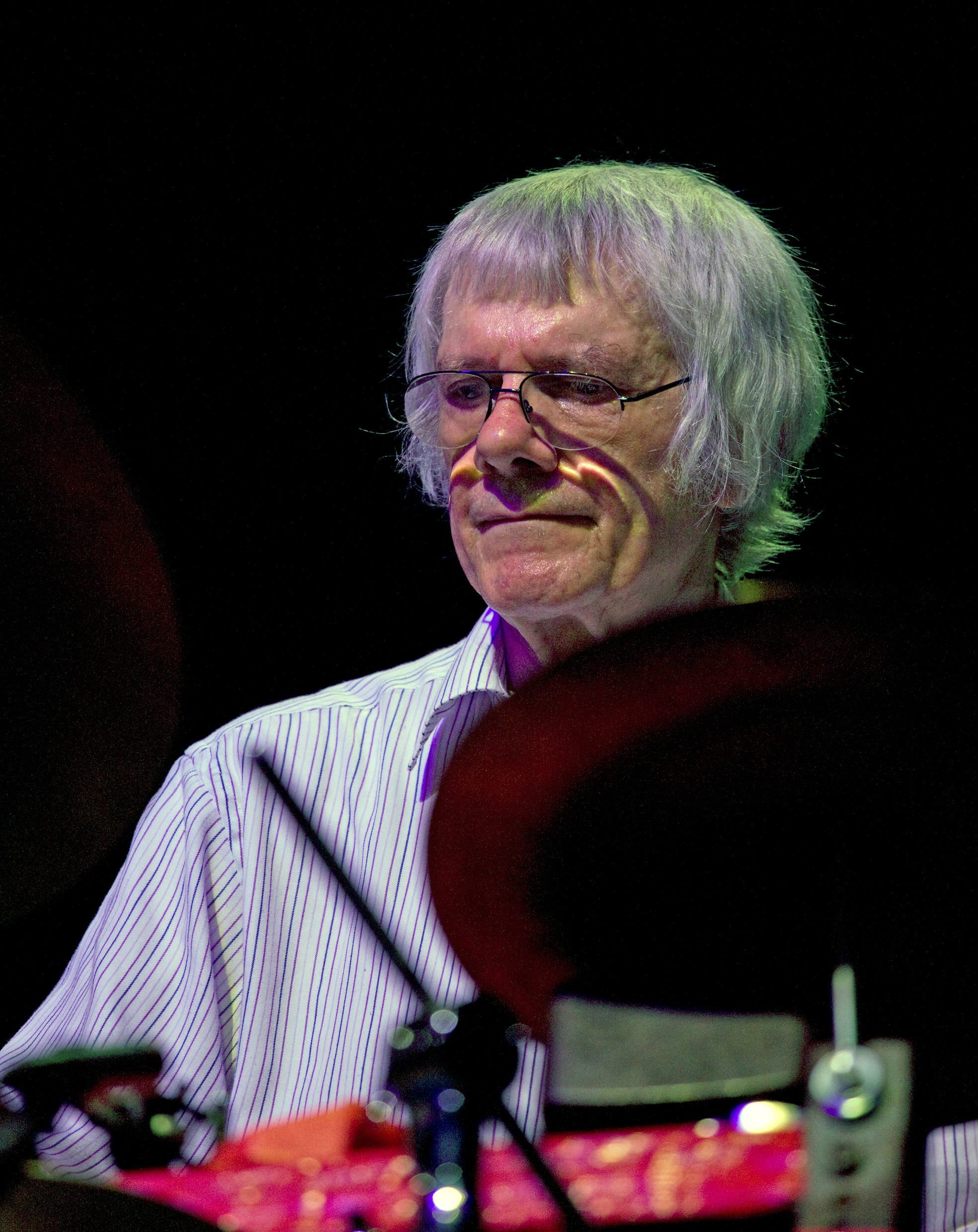
Tony Oxley (2008, Moers Festival)

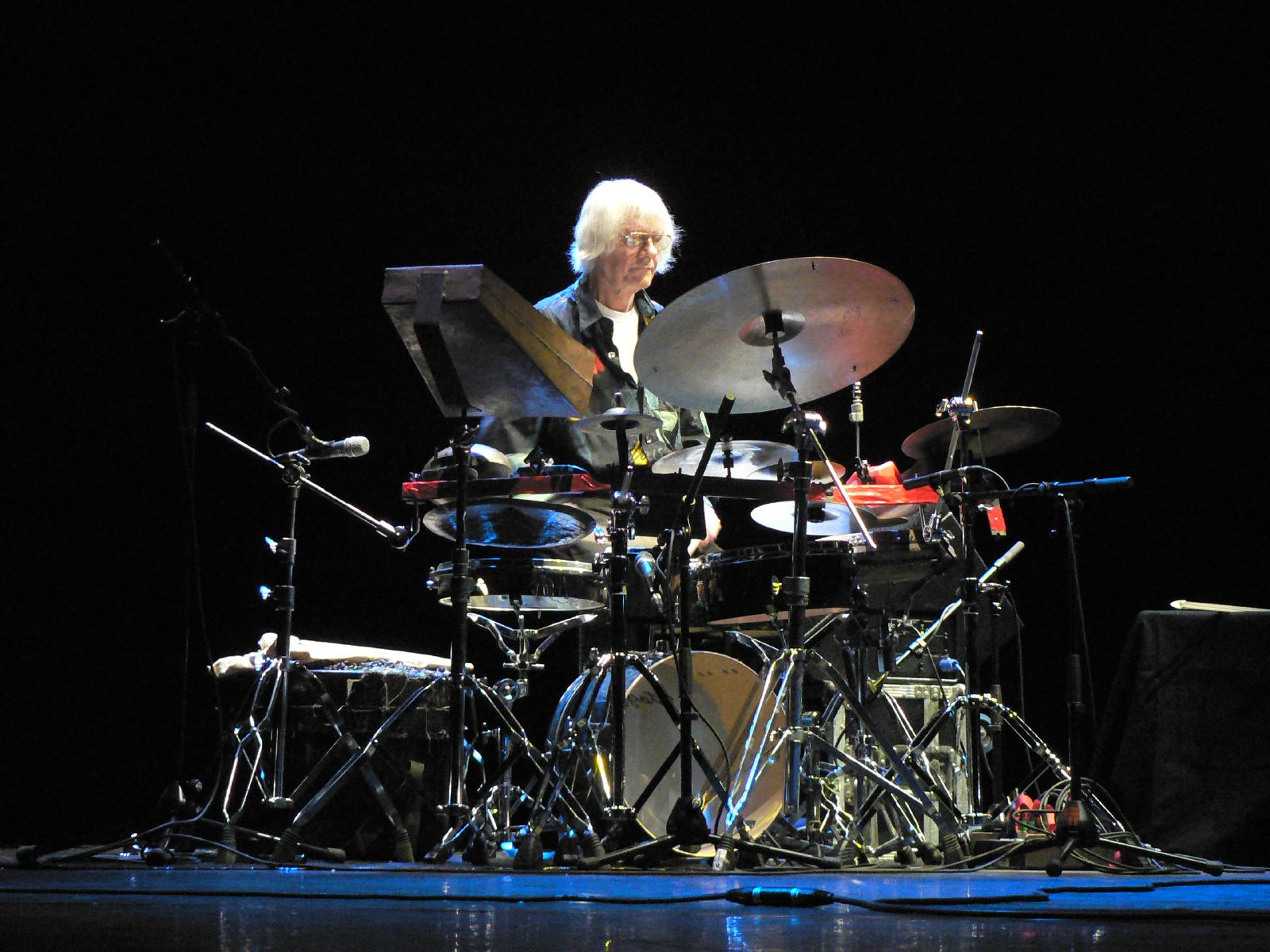
Tony Oxley (2006)

Tony Oxley (* 15. Juni 1938 in Sheffield, Vereinigtes Königreich; † 26. Dezember 2023) war ein britischer Schlagzeuger und Komponist. 
Oxley hat innovative Spieltechniken entwickelt und neue Klangmöglichkeiten auf dem Schlagzeug erforscht. Sein experimenteller Ansatz und seine Fähigkeit, in Echtzeit auf andere Musiker zu reagieren, haben ihn zu einer Schlüsselfigur im modernen Jazz gemacht. Mit den vielen Trommeln, Becken und Glocken seines Instruments erzeugte er „intrikate Klangflächen“ (Ulrich Kurth), die im Ideal als vertikale statt (wie etwa im Jazz üblich) horizontale Musik wahrnehmbar sind.

## Leben und Wirken
Im Alter von acht Jahren lernte er als Autodidakt Klavier; sein erstes Schlagzeug erhielt er mit 17 Jahren. Während des Militärdienstes (1957–1960) erhielt er eine Ausbildung im Schlagzeugspiel und in Musiktheorie. Von 1960 bis 1964 leitete er ein Jazzquartett in Sheffield. Zusammen mit Derek Bailey und Gavin Bryars gründete er die von 1963 bis 1966 in Sheffield bestehende Gruppe Joseph Holbrooke, die nach einer Beschäftigung mit der Neuen Wiener Schule als eine der ersten ab 1965 ausschließlich frei improvisierte Musik spielte. Anschließend in London begleitete er als Haustrommler des Ronnie Scott Club unter anderem Sonny Rollins und Bill Evans, spielte aber auch auf John McLaughlins Album „Extrapolation“. In dieser Zeit besuchte er auch den Little Theatre Club in Covent Garden, wo eine intensivere Art musikalischer Experimente vor einem kleinen Publikum stattfand. Oxley wurde von den Lesern des Melody Maker zum besten britischen Jazz-Schlagzeuger gekürt, eine Auszeichnung, die er zwischen 1969 und 1972 jedes Jahr gewann. Er nahm zwei Alben unter eigenem Namen mit einem Quintett bzw. Sextett auf, zu dem neben Bailey Kenny Wheeler, Evan Parker und Jeff Clyne gehörten.
1970 gründete Oxley zusammen mit Derek Bailey und Evan Parker die Plattenfirma Incus, eines der ersten Labels, das sich auf frei improvisierte Musik spezialisierte. Er spielte im Trio des Pianisten Howard Riley (Synopsis, 1974); ab 1974 leitete er eigene kleinere Ensembles und war Mitglied des London Jazz Composer’s Orchestra. In den 1980er Jahren leitete er ein Oktett mit Didier Levallet sowie eine Großformation, das „Celebration Orchestra“. 1977 legte er das Album February Papers vor; ab 1978 spielte er häufig in Gruppen um Ali Haurand (zunächst mit Alan Skidmore, später mit Gerd Dudek). Daneben begleitete er Tomasz Stańko, Bill Dixon, Anthony Braxton (Seven Compositions (Trio) 1989), Tony Coe (Nutty on Willisau, 1984) und John Surman. Nach einer ersten Duobegegnung in Berlin mit Cecil Taylor (Leaf Palm Hand, 1988) trat er von 1989 bis 1991 im Trio mit Taylor und William Parker auf, später (z. B. Birdland, Neuburg 2011, Being Astral and All Registers – Power of Two) regelmäßig im Duo mit Taylor.
1998 veranstaltete der WDR zu Oxleys sechzigsten Geburtstag ein großes Konzert mit diversen Jazzgrößen (Cecil Taylor und andere); dabei kam es auch zur Reunion (und ersten CD-Aufnahmen von Improvisationen) von Joseph Holbrooke.
Oxley benutzte ein sehr eigenwillig zusammengestelltes Schlagzeugset, dessen Klang er durch den Einsatz diverser elektronischer Geräte veränderte. Des Weiteren spielte er auch Violine.
Oxley, der seit langem in Viersen wohnte, ist auch als Maler abstrakter Bilder  bekannt.
Oxley starb am 26. Dezember 2023 im Alter von 85 Jahren.

## Würdigung
Oxley galt ein Meister des konventionellen Schlagzeugs sowie der Syntax und Grammatik des fortschrittlichsten modernen Jazz, schrieb  Richard Williams im Guardian. Mit einer Sturheit und einer unverblümten Reaktion auf Kritik, die an seine Herkunft aus South Yorkshire erinnerte, folgte Oxley seinem eigenen Weg. Dies führte zu einer Form improvisierter Musik jenseits aller Kategorien, bei der er bei Live-Auftritten von einer wachsenden Palette an Klangquellen, einschließlich Elektronik, umgeben war. Mit ruhiger, präziser Technik und einem ausgeprägten Verständnis für die Reaktion und Resonanz jeder Oberfläche, auf die er schlug, ließ er seine Stöcke um sie herumrollen, um einen dramatischen Klangteppich aus Effekten zu erzeugen, egal ob allein oder mit Musikern wie Cecil Taylor oder Anthony Braxton.

## Diskographische Hinweise
- Tony Oxley Quintet: Baptised Traveler (CBS, 1969)
- February Papers (Incus, 1977)
- Ulrich Gumpert, Radu Malfatti, Tony Oxley: Ach was!? (FMP, 1981)
- Tony Oxley's Celebration Orchestra: Tomorrow Is Here (Dossier, 1985)
- Cecil Taylor & Tony Oxley: Leaf Palm Hand (FMP, 1988)
- Coe, Oxley & Co: Nutty on Willisau (hat ART, 1990)
- Paul Bley, Furio Di Castri und Tony Oxley: Chaos (Soul Note; 1998)
- The Tony Oxley Quartet (Incus, 1993)
- Joseph Holbrooke Trio: Joseph Holbrooke ’98 (Incus, 2000)
- Joseph Holbrooke Trio: The Moat Recordings (Tzadik, 2006)
- The Advocate (2007)
- A Birthday Tribute: 75 Years (Incus, 2013)
- Beaming (Confront, 2020)
- February Papers (Incus, 2020)
- Unreleased: 1974–2016 (Discus, 2022)
- Angular Apron (Corbett vs. Dempsey, 2024)